# 亘信二
亘 信二（わたり しんじ、1950年4月12日 - ）は、日本の実業家。南海辰村建設代表取締役会長、南海電気鉄道前社長兼COO。大阪市出身。

## 略歴
- 1950年（昭和25年）4月12日：誕生。
- 1975年（昭和50年）3月：大阪大学工学部通信工学科を卒業。
- 1975年（昭和50年）4月：南海電気鉄道株式会社に入社。
- 2000年（平成12年）6月：鉄道営業本部統括部部長に就任。
- 2001年（平成13年）6月：鉄道営業本部統括部長に就任。
- 2005年（平成17年）6月：取締役、執行役員 鉄道営業本部副本部長に就任。
- 2007年（平成19年）6月：社長、最高執行責任者（COO）に就任。同社社長としては初めて技術畑からの出身者となった。CEO/COO制度は大手私鉄では京阪電気鉄道に次いで2番目に採用。
- 2015年（平成27年）6月：社長、最高執行責任者（COO）を退任。南海辰村建設の代表取締役会長に就任。
- 2023年（令和5年）4月：旭日重光章受章[1][2]。